# Solto Collina
Solto Collina [ˈsolto koˈlːiːna] (Sólt [ˈsolt] in dialetto bergamasco) è un comune italiano di 1 803 abitanti della provincia di Bergamo in Lombardia.
Sorge su un altopiano interposto fra il lago d'Iseo e l'alta Val Cavallina a circa 36 chilometri a est dal capoluogo orobico.
Territorio
Solto Collina è su un altopiano a circa 450 mt., è circondato a sud dal Monte Boario (1231 mt.), mentre a nord dal Monte Clemo (785 mt.).

## Storia

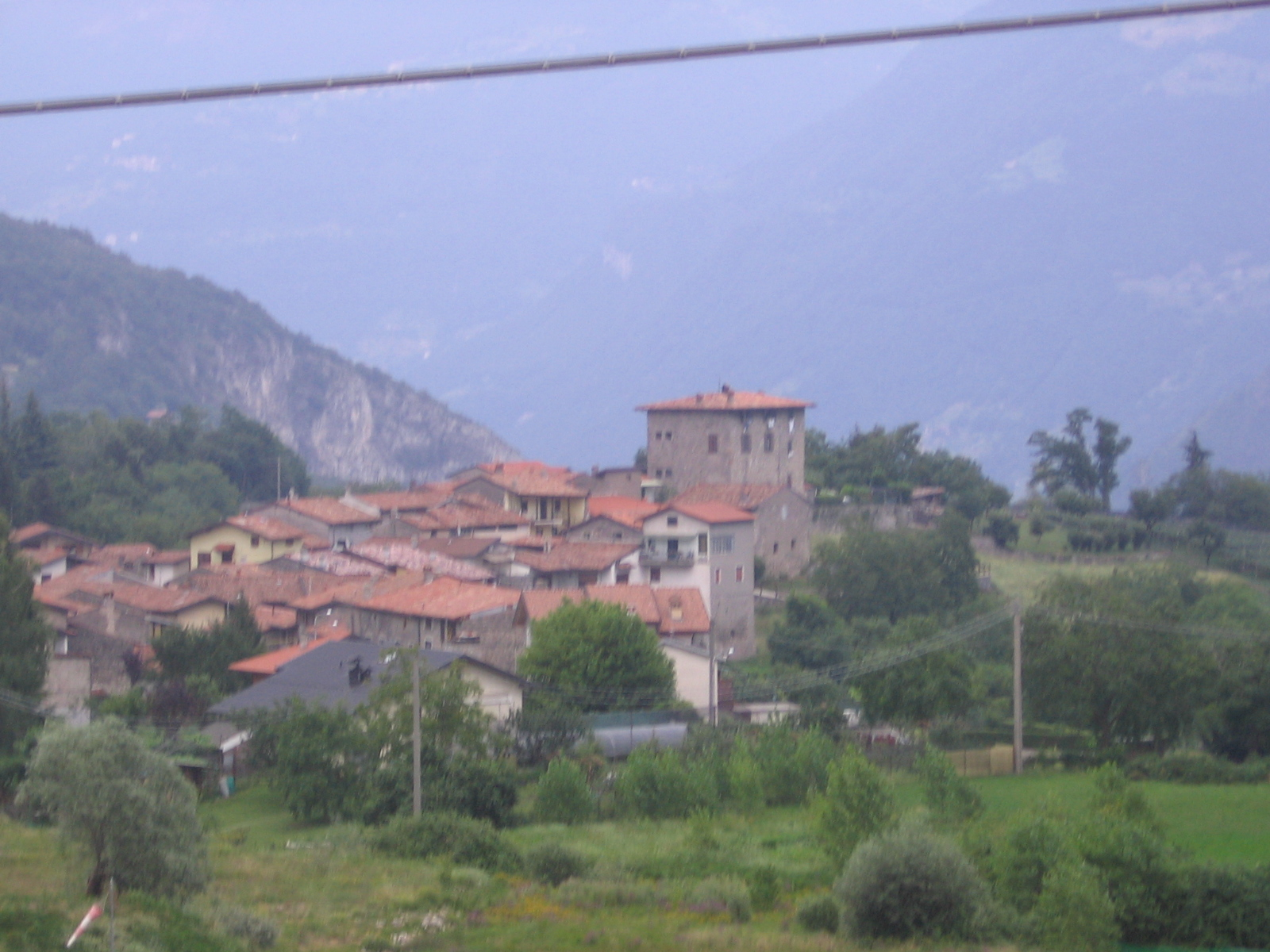
Vista sul nucleo storico

La documentazione in possesso degli archivi ci indica che l'origine del borgo risale all'epoca medievale, all'incirca attorno all'XI secolo.
In quel periodo di forte instabilità politica, tre famiglie altolocate e molto in vista, i Codoferri, gli Oldrati ed i Colombini, decisero di trasferirsi in questa zona molto panoramica e di costruirvi un sistema fortificato.
Da questi luoghi difatti si potevano controllare i movimenti di truppe e carovane dirette o provenienti dal lago d'Iseo e dalle valli Cavallina e Camonica. 
La struttura prevedeva l'esistenza di un castello, situato nell'attuale omonima contrada, una torre, ancor oggi conosciuta come torre Foresti, e la cosiddetta casatorre in contrada Dosso.
Le tre famiglie gestirono le sorti del paese fino al XIV secolo, quando la famiglia Foresti, molto potente in tutta la zona, acquisì i territori del borgo. Questi legarono indissolubilmente il proprio nome a quello della contrada, tanto che tuttora fanno bella mostra su alcuni edifici gli stemmi del casato, recanti un'aquila con una corona.
Al riguardo le cronache riferiscono che, nel 1330, l'imperatore Ludovico il Bavaro istituì la contea di Solto, che raggruppava anche il territorio dell'attuale comune di Riva di Solto, insignendo il titolo di conte palatino ad un membro della famiglia Foresti, tale Maffeo, garantendo anche una serie di indennità ed esenzioni anche a tutti i suoi discendenti.
Con il termine del periodo feudale e l'avvento della Repubblica di Venezia, la famiglia Foresti si trovò di fatto esautorata, facendo iniziare un nuovo periodo nella storia della contrada di Solto.
Soltanto nel XX secolo i sette nuclei abitativi che compongono il comune vennero saldati nell'attuale struttura amministrativa.

### Simboli
Lo stemma fu approvato con delibera di consiglio comunale del 10 febbraio 1952 ma è ancora privo di decreto presidenziale di concessione.
Il torrione ricorda la vecchia fortificazione di cui, ancora oggi, sopravvivono i resti del mastio e di torri. Le pannocchie di granoturco d'argento evocano la tradizione rurale del paese.
Il gonfalone è un drappo partito di rosso e di azzurro.

## Monumenti e luoghi d'interesse

La chiesa parrocchiale di Santa Maria Assunta

La ricca storia medievale ha fatto sì che il paese si dotasse di un'architettura tipica di quel periodo.
Conseguentemente il centro storico, perfettamente conservato, risulta essere uno spaccato della vita di quel periodo: le strade strette abbarbicate sul colle e lastricate in ciottolato, alcuni pozzi e fontane, i portoni e gli edifici in pietra riportano la memoria a parecchi secoli fa.
Come citato precedentemente, il sistema di protezione comprendeva tre elementi: il castello, la torre dei Foresti e la casatorre. Altri esempi sono una torre in contrada Sconico, l'antica canonica nei pressi della chiesa parrocchiale, alcuni resti di mura nella frazione di Esmate ed alcune abitazioni nel borgo di Furmignano.
Il castello si trova nella zona più a sud del paese, in un punto panoramico nella contrada detta appunto contrada Castello e fu edificato in più riprese dalla famiglia Colombini. Anche se ha subito interventi di ristrutturazioni in epoche differenti, si trova ancora in un buono stato di conservazione, e presenta elementi architettonici e decorativi tipici medievali.
La torre Foresti si trova invece nella contrada Canzanico e risale al XII secolo. Costruita in pietra, è dotata di feritoie, piccole finestre ed è alta quattro piani. Originariamente svettava molto più di ora, poiché venne ridotta in altezza durante la dominazione veneta, in un periodo in cui si cercava di smantellare tutti gli edifici con funzione bellica.
La casatorre, posta nella contrada Dosso, viene nominata in documenti già nel XIV secolo come Castro del Dosso. Costruita con funzione difensiva, presenta una struttura massiccia a forma rettangolare, con al proprio interno un arco recante lo stemma araldico della famiglia Foresti ed un pozzo.
In ambito religioso ricopre una grande importanza la chiesa parrocchiale dedicata a santa Maria Assunta. Edificata nel corso del XV secolo e ristrutturata all'inizio del XX secolo da Elia Fornoni, custodisce al proprio interno opere di numerosi artisti, tra cui Vincenzo Angelo Orelli, che affrescò la volta, Domenico Carpinoni (Annunciazione della Beata Vergine Maria) ed Andrea Fantoni. Lo stesso artista ha donato al paese altre opere, collocate nell'attigua chiesa del Santo Crocifisso che fu sede dei disciplini, tra cui fa bella mostra di sé un crocifisso in legno policromo, e dove sono presenti gli affreschi del XV secolo di Giacomo Busca raffiguranti le Storie della vita di Gesù.

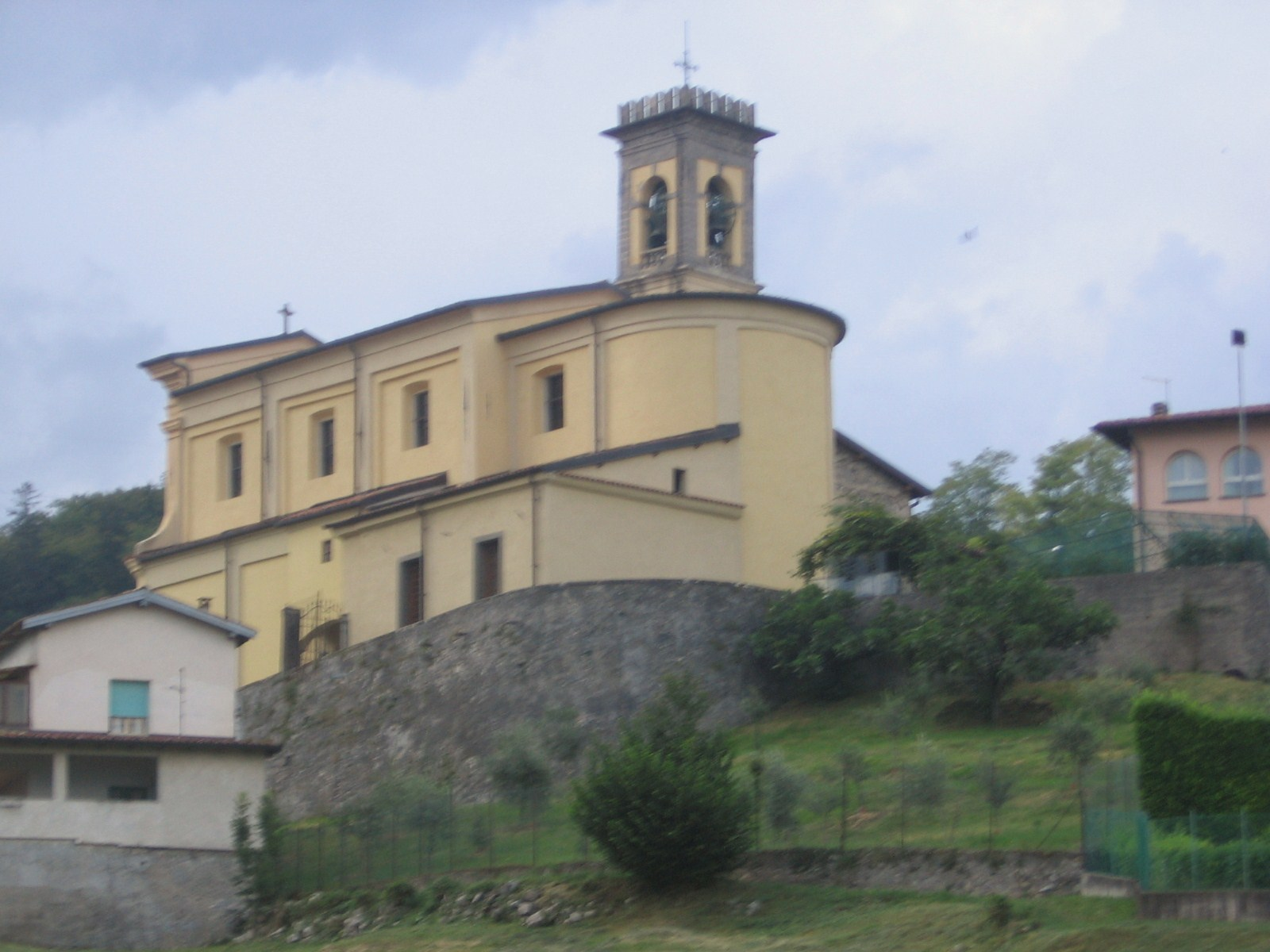
La chiesa parrocchiale dedicata a San Gaudenzio

Nella frazione di Esmate si possono trovare la chiesa parrocchiale dedicata a San Gaudenzio, edificata nel XV secolo in stile lombardo. I fratelli scultori Andrea e Gian Giacomo Manni di Rovio, residenti a Gazzaniga, vi realizzarono tre marmorei altari intorno al 1728 circa.
Nei pressi si possono ammirare numerose chiesette denominate anche "santelle" o "oratori", tra cui spicca quello dedicato a San Defendente.
In ambito naturalistico è d'obbligo citare la Valle del Freddo.
Si tratta di un biotopo lungo circa 600 metri ed estremamente particolare, poiché in esso si trovano diverse specie caratteristiche della flora alpina (tra cui le stelle alpine), nonostante la piccola valle si trovi a "soli" 360 metri s.l.m.
Questo è reso possibile dalla conformazione geologica molto particolare della valle, che fa sì che durante il periodo estivo esca aria gelida da alcuni buchi del terreno, che in inverno emettono invece aria calda.
Questo la rende di grande interesse scientifico e naturalistico, ma anche turistico: è possibile infatti addentrarsi nella valle, con la supervisione di guide locali al fine di ammirare le peculiarità della zona. 
Il territorio è fortemente protetto, dato che anche il minimo intervento umano potrebbe portare danni irreparabili al delicato ecosistema.

## Società

### Evoluzione demografica
Abitanti censiti

## Amministrazione
| Periodo        | Periodo                             | Primo cittadino    | Partito                               | Carica  | Note   |
| -------------- | ----------------------------------- | ------------------ | ------------------------------------- | ------- | ------ |
| 12 luglio 1985 | 7 giugno 1990                       | Alessandro Brugali | Democrazia Cristiana                  | Sindaco | [ 10 ] |
| 7 giugno 1990  | 23 aprile 1995                      | Fabrizio Minelli   | Democrazia Cristiana                  | Sindaco | [ 10 ] |
| 23 aprile 1995 | 13 giugno 1999                      | Fabrizio Minelli   | Centrodestra                          | Sindaco | [ 11 ] |
| 13 giugno 1999 | 12 giugno 2004                      | Fabrizio Minelli   | Centrodestra                          | Sindaco | [ 11 ] |
| 12 giugno 2004 | 7 giugno 2009                       | Rosemma Boieri     | Lista civica                          | Sindaco | [ 11 ] |
| 7 giugno 2009  | 6 maggio 2012 (mozione di sfiducia) | Ivan Gatti         | Lista civica "Viva Solto"             | Sindaco | [ 11 ] |
| 6 maggio 2012  | in carica                           | Maurizio Esti      | Lista civica "Rinnovamento per Solto" | Sindaco | [ 11 ] |